# Здоров'я та фізична культура
«Здоров'я та фізична культура» — українська газета для вчителів фізкультури та основ здоров'я.

## Історія та опис
Заснована у 2004 році у Києві благодійним фондом «Перше вересня», видає видавництво «Шкільний світ». Виходить тричі на місяць українською мовою. Тираж — 4 тисяч примірників.
Уміщує інформаційно-методичні матеріали для вчителів фізкультури та основ здоров'я: аналіз сучасних педагогічних технологій в контексті вивчення вказаних дисциплін, поради і рекомендації педагогів і науковців; розробки навчальних занять; науково-методичні матеріали з проблем формування здорового способу життя, навичок безпечної поведінки, профілактики негативних проявів у молодіжному середовищі.
Постійні рубрики: «ТОП», «Тема номера», «Методична скарбничка», «Екологія».
З 2005 виходить додаток «Здоров'я та фізична культура. Бібліотека», а з 2009 року в кожному 3-му номері місяця — вкладка «Здоров'я та фізична культура. Початкова школа». Головний редактор — Н. Черненко (з 2006 року).